# Пашева
Па́шева — село в Україні у Боремельській сільській громаді Дубенського району Рівненської області. Населення становить 289 осіб.

## Географія
На південно-східній околиці села бере початок струмок Ставок. Село розташоване поблизу автодороги Т0303.

## Історія

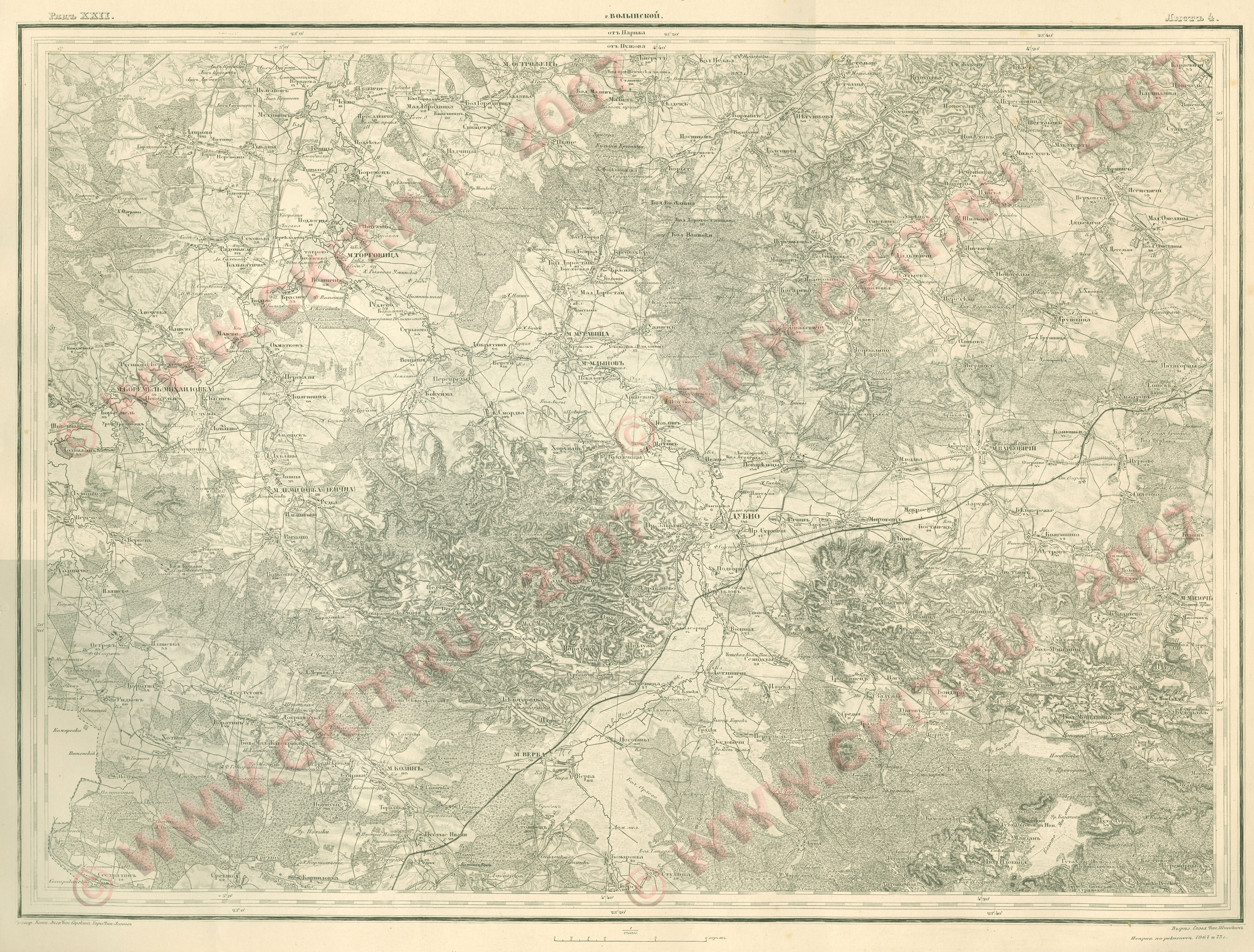
На карті Шуберта 1873 року.

У 1906 році село Боремельської волості Дубенського повіту Волинської губернії. Відстань від повітового міста 49 верст, від волості 5. Дворів 72, мешканців 443.
7 (20) листопада 1917 року, відповідно до Третього Універсалу Української Центральної Ради, увійшло до складу Української Народної Республіки.
12 червня 2020 року, відповідно до розпорядження Кабінету Міністрів України № 722-р від «Про визначення адміністративних центрів та затвердження територій територіальних громад Рівненської області», увійшло до складу Боремельської сільської громади Демидівського району.

19 липня 2020 року, в результаті адміністративно-територіальної реформи та ліквідації Демидівського району, село увійшло до складу Дубенського району.

Село і околиці на польській карті 1925 року

## Населення
За переписом населення України 2001 року в селі мешкали 333 особи. 100 % населення вказало своєю рідною мовою українську мову.

## Транспорт
Село сполучене з містами Рівне, Луцьк та Дубно.

## Культура
В селі діє початкова школа. Є церква.

## Відомі люди
- Никанор (Юхим'юк) (в миру Микола Іванович Юхимюк) — єпископ Російської та Чехословацької православних церков, архієпископ Кам'янець-Подільський і Городоцький.